# 柴田旭堂
柴田 旭堂（しばた きょくどう、1918年3月10日 - 2012年1月15日）は筑前琵琶奏者、筑前琵琶日本旭会総師範。筑前琵琶奏者の上原まりは娘。
『孝子平知章』『かぐや姫』など、多くの琵琶歌を作曲。ソニーより二枚組のレコード『柴田旭堂の世界』が出版されている。1980年、神戸市文化功労者表彰・文化賞受賞。
1990年、勲五等瑞宝章を受章。2012年1月15日、心不全のため死去。